# Saul fia
A Saul fia (nemzetközi angol címe: Son of Saul) 2015-ben bemutatott magyar filmdráma Nemes Jeles László rendezésében. A forgatókönyvet Nemes Jeles László és Clara Royer írta, forrásként Gideon Greif: Könnyek nélkül sírtunk című könyve szolgált. Az alkotás meghívást kapott a 2015-ös cannes-i fesztivál hivatalos válogatásába, ahol elnyerte a fesztivál nagydíját, a 73. Golden Globe-gála díjkiosztó rendezvényén első magyar alkotásként elnyerte a legjobb idegen nyelvű filmnek járó Golden Globe-díjat, a 88. Oscar-gálán pedig elnyerte a legjobb idegen nyelvű filmnek járó Oscar-díjat. 2016. márciusáig több mint 220 972, 2018-ig 296 ezer nézője volt a filmnek a magyar mozikban.
2016 áprilisában megjelent a film DVD és Blu-ray változata.

## Cselekménye
|  | Alább a cselekmény részletei következnek! |

A szokványos, többnyire esztétizáló alkotások kliséivel szakító, autentikus dokumentumokon alapuló film csupán háttérnek használja a holokauszt témáját. Cselekménye 1944. október 7-8-án játszódik Auschwitz-Birkenauban a Sonderkommandók lázadása idején. Elképzelt főhőse, Saul Ausländer magyar zsidó rab másfél napját mutatja be, aki az egyik krematórium Sonderkommandójának tagja. A tábor többi tagjától hermetikusan elzárt, saját kivégzésüket is minden pillanatban váró munkásokat a nácik arra kényszerítik, hogy részt vegyenek a tömeges megsemmisítés áldozatainak elégetésében és hamvaik szétszórásában. Saul az egyik halott gyermekben saját fiát véli felismerni, ezért elhatározza, megkísérli a lehetetlent: megmenti a gyermek testét az elhamvasztástól, felveszi a kapcsolatot egy rabbival, akivel együtt a hagyományoknak megfelelően, titokban eltemetheti és érte egy kaddist mondathat el. Közben a Sonderkommando tagjai fellázadnak, lerombolják a krematóriumot, ám Saul mindebben nem vesz részt, menekülés helyett megszállottan csak azzal törődik, hogy tervét végrehajtsa és fiának, akiről életében nem tudott gondoskodni, megadja a végtisztességet.
|  | Itt a vége a cselekmény részletezésének! |

## Szereposztás
| Szereplő              | Színész           |
| --------------------- | ----------------- |
| Saul Ausländer        | Röhrig Géza       |
| Abraham               | Molnár Levente    |
| Biedermann            | Urs Rechn         |
| Doktor                | Zsótér Sándor     |
| Braun                 | Todd Charmont     |
| Voss (eredetileg)     | Uwe Lauer         |
| Oberscharführer Busch | Christian Harting |
| Mengele               | Jeles András      |
| Mietek                | Kamil Dobrowolski |
| Katz                  | Pion István       |
| Ella                  | Jakab Juli        |
| Extra                 | Björn Freiberg    |
| Yankl (fiatal rab)    | Fritz Attila      |

## Háttere
A holokauszttal szokatlan szemszögből foglalkozó film rendezője 2011 márciusától öt hónapot töltött Párizsban, a cannes-i fesztivál égisze alatt működő filmes alapítvány, a Cinéfondation Rezidencia elnevezésű ösztöndíjas programjában, amelynek keretében a magyar gyökerekkel rendelkező Clara Royer francia írónő közreműködésével fejleszthette filmötletét, hogy elkészítse a forgatókönyvet. A film akkor még tervezett főszereplője, Saul Kaminski neve után az S.K. munkacímet viselte.
A filmterv 2012 nyarán, a szarajevói filmfesztiválon Living Pictures díjban részesült. A forgatókönyv végleges verziójának elkészítését a Magyar Nemzeti Filmalap anyagi és szakmai támogatásban részesítette, a film leforgatásához és utómunkálataihoz összesen 310,6 millió forinttal járult hozzá.
A filmet a magyar készítőkön kívül több nemzetközi alkotó is jegyzi, a magyar főszereplők mellett német, lengyel, amerikai és izraeli színészek játsszák a főbb szerepeket.
A harmincnapos forgatás nagy része egy budapesti helyszínen, valamint a Mafilm műtermében zajlott. Korabeli fotók és történészi kutatómunka alapján rekonstruálták az auschwitz–birkenaui koncentrációs tábor mára megsemmisült épületeit.
Az alkotás a Magyar Nemzeti Filmalap, a Cinéfondation Residence (Cannes-i fesztivál), a Sarajevo CineLink, a Jerusalem Film Lab és a Les Arcs támogatásával készült.

## Nézettség
A nézettségi adatok szerint 267 394 jegyet adtak el rá.

## Díjai és elismerései
- 2015: jelölés – Arany Pálma (Cannes-i fesztivál)
- 2015: díj – Nagydíj (Cannes-i fesztivál)
- 2015: díj – FIPRESCI-díj (Cannes-i fesztivál)
- 2015: díj – Technikai-művészi Vulcain-díj (Cannes-i fesztivál) (Zányi Tamás hangmérnök)
- 2015: díj – François Chalais-díj (Cannes-i fesztivál)
- 2015: díj – a zsűri különdíja – 21. Szarajevói filmfesztivál
- 2015: díj – Fődíj – Operatőrök nemzetközi fesztiválja, Bitola[16]
- 2015: díj – A legjobb rendezés díja – War on Screen, Chalons-en-Champagne[17]
- 2015: díj – Kritikusok díja – CinEast filmfesztivál, Luxemburg[18]
- 2015: jelölés – legjobb külföldi film – Brit Független Filmdíj (BIFA)[19]
- 2015: díj – Fődíj – zágrábi nemzetközi filmfesztivál
- 2015: díj – A legjobb rendezés díja – stockholmi nemzetközi filmfesztivál
- 2015: díj – Bronz Béka díj – Camerimage filmfesztivál, Bydgoszcz
- 2015: díj – A legjobb első film – UK Jewish Film Festival[20]
- 2015: díj – Az év legjobb idegen nyelvű filmje – National Board of Review of Motion Pictures[21]
- 2015: díj – A legjobb elsőfilm – New York-i Filmkritikusok Egyesület (NYFCC)[22]
- 2015: díj – Az év legjobb külföldi filmje – Los Angeles-i Filmkritikusok Szövetsége (LAFCA)[23]
- 2016: díj – A legjobb idegen nyelvű film – Golden Globe-díj[2]
- 2016: díj – legjobb külföldi film – 31. Independent Spirit Awards, Los Angeles[24]
- 2016: jelölés – legjobb elsőfilmes rendező – Amerikai Rendezők Céhének díja (DGA Awards), Los Angeles[25]
- 2016: jelölés – legjobb külföldi film – César-díj[26]
- 2016: megosztott díj – Spotlight Award – Amerikai Filmoperatőrök Társasága (ASC) (Erdély Mátyás operatőr)[27]
- 2016: díj – B. Nagy László-díj – Magyar Filmkritikusok Díja
- 2016: díj – legjobb férfi főszereplő – Magyar Filmkritikusok Díja (Röhrig Géza)
- 2016: díj – legjobb hangmérnök – Magyar Filmkritikusok Díja (Zányi Tamás)
- 2016: díj – legjobb operatőr – Magyar Filmkritikusok Díja (Erdély Mátyás)
- 2016: díj – legjobb rendező – Magyar Filmkritikusok Díja (Nemes Jeles László)[28]
- 2016: díj – legjobb idegen nyelvű film – Oscar-díj[3]
- 2016: különdíj – Magyar Filmdíj[29]
- 2016: díj – az Európai Unióban készült legjobb külföldi film – David di Donatello-díj[30]
- 2016: jelölés – a legjobb európai film – Goya-díj[31]
- 2017: díj – legjobb rendező – Londoni Kritikusok Köre
- 2017: különdíj – legjobb külföldi film – A Lengyel Filmművészek Szövetségének díja (Złote Taśmy)[32]
- 2017: díj – legjobb nem angol nyelvű film – BAFTA[33]